# Hornskroken
| Bevarad bebyggelse i fastigheten Tapeten 9 vid före detta Hornskroken nr 1, 1900 och 2018. |  | Bevarad bebyggelse i fastigheten Tapeten 9 vid före detta Hornskroken nr 1, 1900 och 2018. |
| Bevarad bebyggelse i fastigheten Tapeten 9 vid före detta Hornskroken nr 1, 1900 och 2018. |  |                                                                                            |

Hornskroken är en gata på Södermalm i Stockholm. Hornskroken hette även Hornstullsgatan och var gatan som förband Hornsgatan med Brännkyrkagatan. Sedan 1935 finns Hornskroken med nuvarande sträckning söder om Hornsgatan.

## Historik

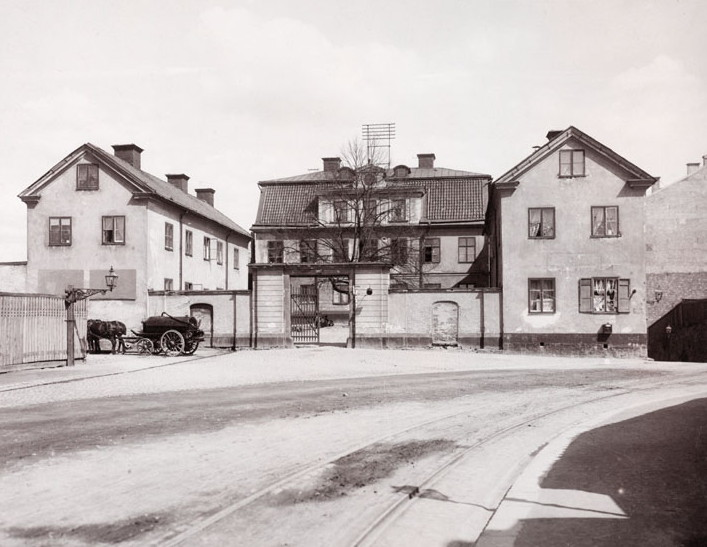
Wirwachs malmgård 1902. Vägen framför malmgården är den ursprungliga Hornskroken.

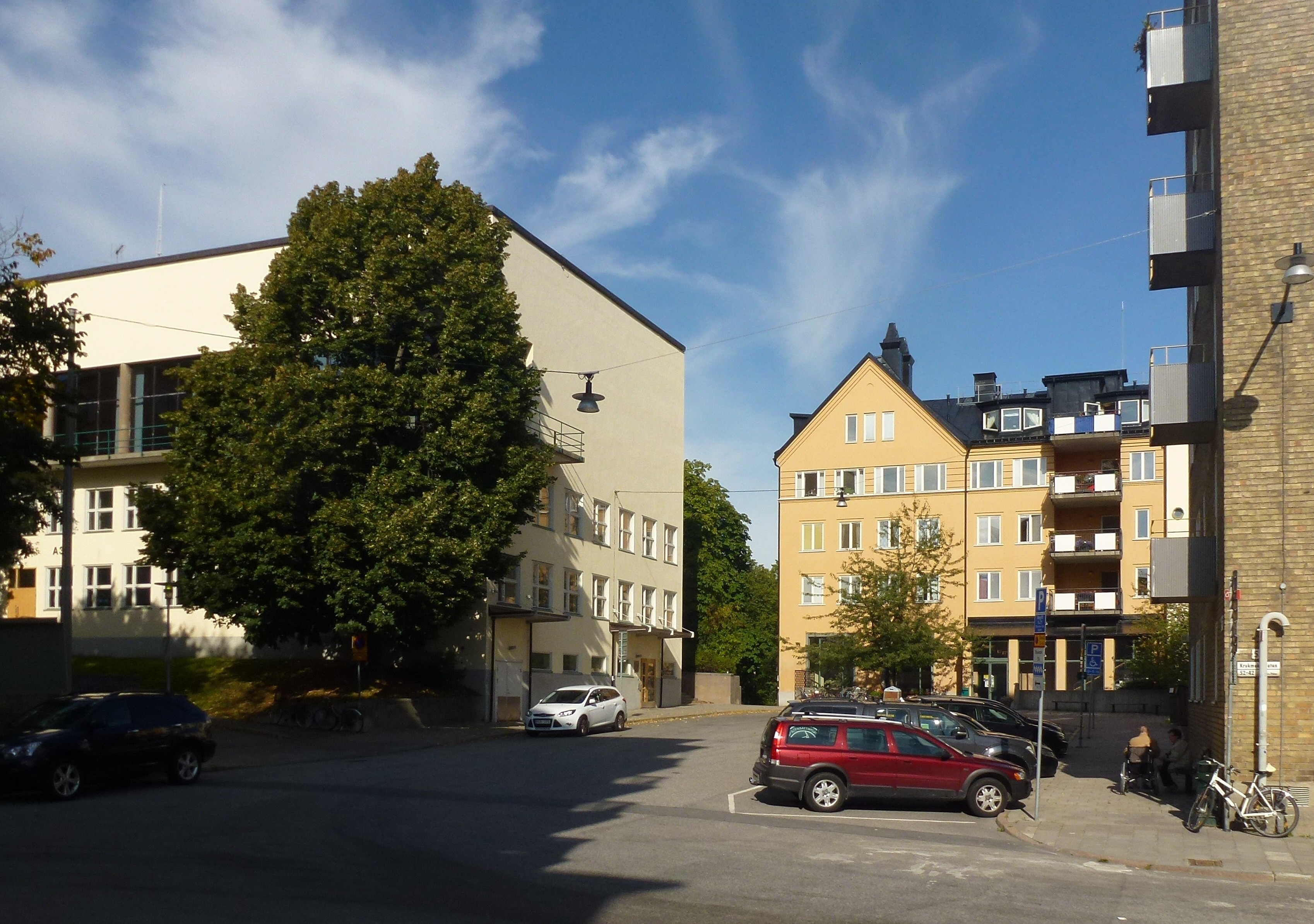
Nuvarande Hornskroken, vy mot norr. Till vänster syns Zinkensdammsskolan.

Hornsgatan gick ursprungligen från Slussen rakt västerut fram till Hornskroken, vid nuvarande Ansgariegatan, där Ansgarieberget låg i vägen. Man fick fortsätta norrut i en krok, där gatan övergick i Hornsvägen (”Nye Horns Wegen” 1670, ”Horns Weegen” 1675). Från Hornskroken gick Hornsvägen norr om Hornsgatans nuvarande sträckning, ungefär längs nuvarande Brännkyrkagatan och Hornsbruksgatan fram till Hornstull. Invid Hornskroken ligger sedan 1770-talet Wirwachs malmgård samt några äldre bostadshus i fastigheten Tapeten 9.

## Sänkning och breddning av Hornsgatan
1842 års byggnadslag stadgade att om tillfälle gavs bör ”sned och ojemn tomt, som förorsakar krokig gata, eller annars för Staden medförer wanprydnad … ovillkorligen rätas”. Tillfälle gavs vid Hornsgatan när dynamiten uppfunnits. Ansgarieberget började man spränga bort 1891 och gatan förlängdes på detta sätt år 1901 rakt fram ända till Hornstull och Liljeholmsbron. Trots detta kallades området norr om Zinkensdamm för Hornskroken eller ”Kroken” i folkmun ända in på 1930-talet. År 1935 lät staden döpa en liten gatstump norrut från Krukmakargatan (norr om Zinkensdamms IP och öster om Globala gymnasiet) till Hornskroken. På detta sätt ”flyttade” man alltså ett inarbetat namn i området till en ny plats.

## Hornskroken i kulturen
Vi får en inblick i nöjeslivet i Hornskroken på 1700-talet när Bellman i Fredmans Epistel n:o 64 (”Rörande sista Balen hos Frömans i Hornskroken”) och n:o 40 (”Angående bröllopet hos Bensvarvarns”) beskriver ”dödgrävaren” Anders Frömans krog vid den så kallade Bensvarvarträdgården vid Hornskroken. Fröman var kusk och Bellmans skämtsamma titel ”dödgrävare” beror på att Fröman flera gånger gifte sig ekonomiskt fördelaktigt. Med första hustrun följde egendom vid Katarina östra kyrkogata, men Fröman levde tydligen ett rumlande liv, för när hustrun dog 1773 hade han belånat sin hustrus egendom för fyra gånger dess värde och han fick då lov att sälja krogen i Hornskroken. Året därpå gifte Fröman om sig med en tjugo år äldre, men rik, änka. Hon hade dock genom avtal och testamenten sett till att han blev arvslös när hon dog 1791. Nästa hustru dör 1796 och efter tre år gifter han om sig en fjärde och sista gång.